# Jean Baptiste Vérany
Jean Baptiste Vérany (ur. 28 lutego 1800 w Nicei, zm. 1 marca 1865) – francuski farmaceuta i przyrodnik, specjalizujący się w badaniu głowonogów. W 1846 razem z Jean-Baptiste Barlą założył Muzeum Historii Naturalnej w Nicei (Muséum d'histoire naturelle de Nice). Odkrył i opisał dla nauki wiele nowych gatunków. Na jego cześć nazwano m.in. kałamarnicę Chiroteuthis veranyi.

## Wybrane prace
- 1842 Illustrations. Isis von Oken, pp. 252–253.
- 1844 Description de deux genres nouveaux de mollusques nudibranches. Revue Zoologique par la Societe Cuvierienne, pp. 302–303.
- 1845. Janus spinolae. Guerin Magazin de Zoologie, series 2, 7:121–122, pl. 136.
- 1846 Descrizione di Genova e del Genovesato 1(2): Regno Animale Molluschi, pp. 90–110, pls. 2–4.
- 1846 Catalogo degli animali invertebrati marini del golfo di Genova e Nizza. Est. dulla Guida di Genova 3: 1–30
- 1849 Description d'un nouveau genre et d'une nouvelle espece de Mollusque. Revue et Magazin de Zoologie pure et appliquee (2), 1:593–594, pl. 17.
- 1850 Lomanotus, eine neue Gattung und Art Molluske. Tagsberichte uber die Fortschritte der Natur- und Heilkunde, Abth. fur zoologie und palaeontologie 1(16):89–96.
- 1853. Catalogue des Mollusques cephalopodes, pteropodes, Gasteropodes nudibranches, etc. des environs de Nice. Journal de Conchyliologie 4:375–392.
- 1862 Zoologie des Alpes-Maritimes. Statistique générale du département par J. Roux.
- 1862 Zoologie des Alpes-Maritimes ou catalogue des animaux observes dans la departement, Nice, Imprimerie et Librairie Ch. Cauvin, pp. 1–102. Nudibranchia pp. 86-90.
- 1851 Céphalopodes de la Méditerranée. Mollusques Méditerranéens Observes, Decrits, Figures et Chromolithographies a apres le vivant ouvrage dedii ASM le roi Charles Albert, I:1–132.
- 1865. Notice sur les Mollusques Nudibranches et description des six nouvelles Eolides de la Mediterranee. Annales de la Societe des Lettres, Sciences et Arts des Alpes-Maritimes 1:241–252.